# Equipo de respuesta de emergencia de una planta de energía nuclear
Un equipo de respuesta de emergencia de una central nuclear (en inglés: Nuclear Power Plant Emergency Response Team, ERT) es un equipo de respuesta a incidentes integrado por personal de la central y personal de la autoridad civil específicamente entrenados para responder a la ocurrencia de un accidente en una central nuclear.

## Descripción
Cada central de energía nuclear está obligada a tener un plan de emergencia detallado. En el caso de un potencial de accidente (como está definido por la Escala Internacional de Eventos Nucleares), el personal del ERT es notificado por beeper y tienen un límite de tiempo determinado para reportarse a su puesto de servicio.
Los puestos de servicio podrían ser entre otros:
- La sala de control de la central nuclear
- Las instalaciones de operaciones de emergencia de la central nuclear
- Una instalación de operaciones fuera del sitio de la central nuclear (no cercano a la planta)
- Un centro de prensa
- Equipos móviles de equipos de salud que escanean por posible lluvia radiactiva
- Dirección del tráfico policial

En Estados Unidos, se requiere que el personal del ERT se entrene dos veces al año aunque lo normal es que lo hagan cuatro veces al año. La Agencia Federal de Administración de Emergencias (en inglés: Federal Emergency Management Agency, FEMA) (con apoyo de la Comisión Reguladora Nuclear (Nuclear Regulatory Commission, NRC) y otras agencias) califica algunas de los ejercicios. Normalmente los ejercicios no son anunciados con anticipación para de esa forma simular las condiciones la sorpresa.